# Estación de Reinosa
Estación de Reinosa vasútállomás Spanyolországban, Reinosa településen.

## Vasútvonalak
Az állomást az alábbi vasútvonalak érintik:
- Palencia–Santander-vasútvonal

## Kapcsolódó állomások
A vasútállomáshoz az alábbi állomások vannak a legközelebb: